# Trapani Calcio 2015-2016
Questa voce raccoglie le informazioni riguardanti il Trapani Calcio nelle competizioni ufficiali della stagione 2015-2016.

## Stagione

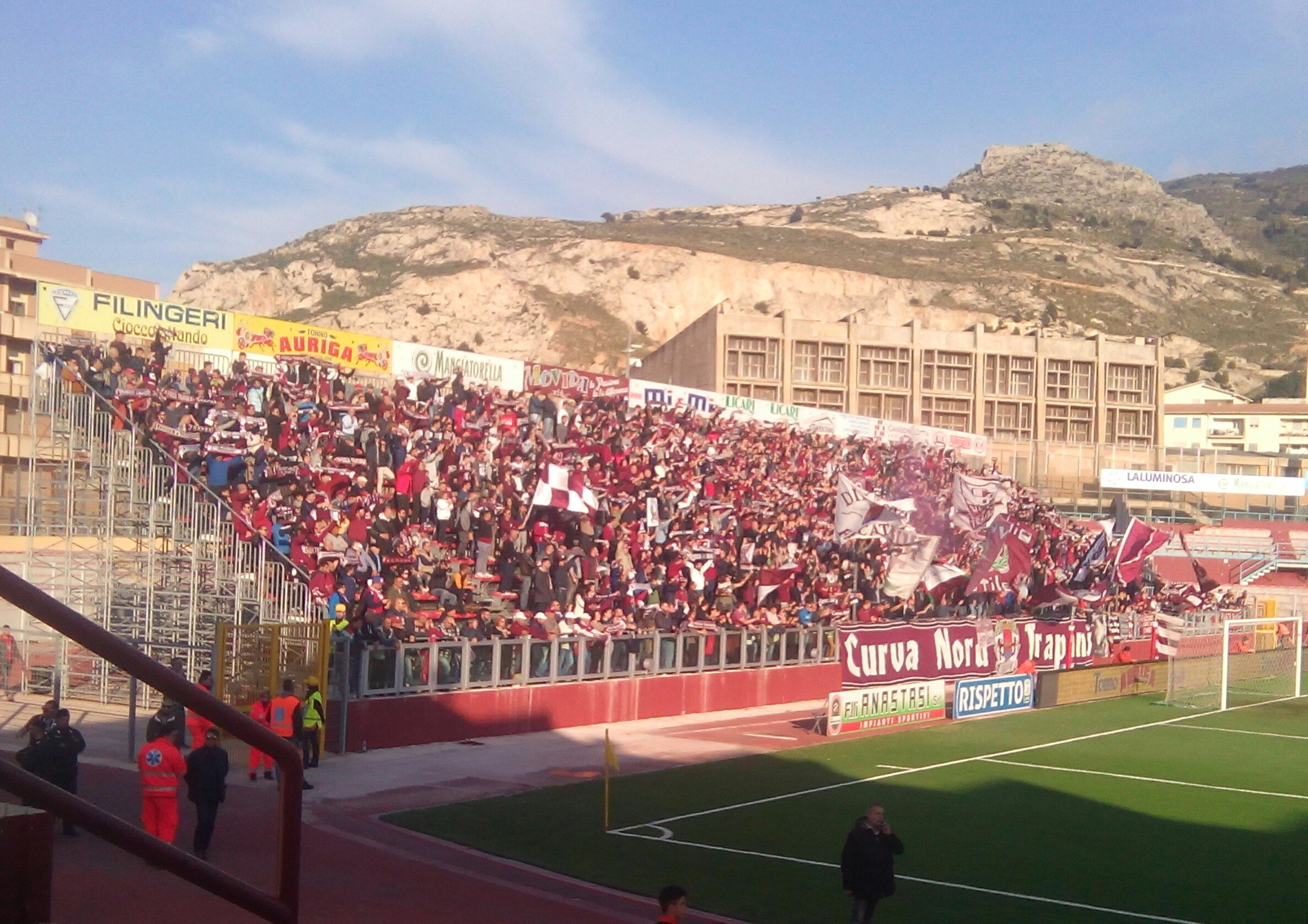
La curva nord durante la gara Trapani-Bari

La stagione 2015-2016 per il Trapani è la terza partecipazione consecutiva a un campionato di Serie B. Viene riconfermato l'allenatore, Serse Cosmi. Affronta il ritiro estivo pre-stagionale a Spiazzo, in provincia di Trento, dal 12 al 28 luglio. La seconda fase della preparazione si è tenuta a Norcia dal 1° al 6 agosto. il 6 settembre il Trapani esordisce in campionato, al Provinciale arriva la Ternana, il match si conclude con la vittoria dei siciliani per 3 reti a 0. La squadra chiude il girone d'andata in decima posizione, con 29 punti.
Nel mercato di gennaio arrivano due giocatori su tutti, il ritorno di Luca Nizzetto e la prima punta Bruno Petković, che contribuiranno a una svolta del campionato dei granata.Chiude infatti il girone di ritorno conquistando 44 punti, con una striscia di 14 vittorie e due pareggi che, con 73 punti, la portano al terzo posto assoluto. 

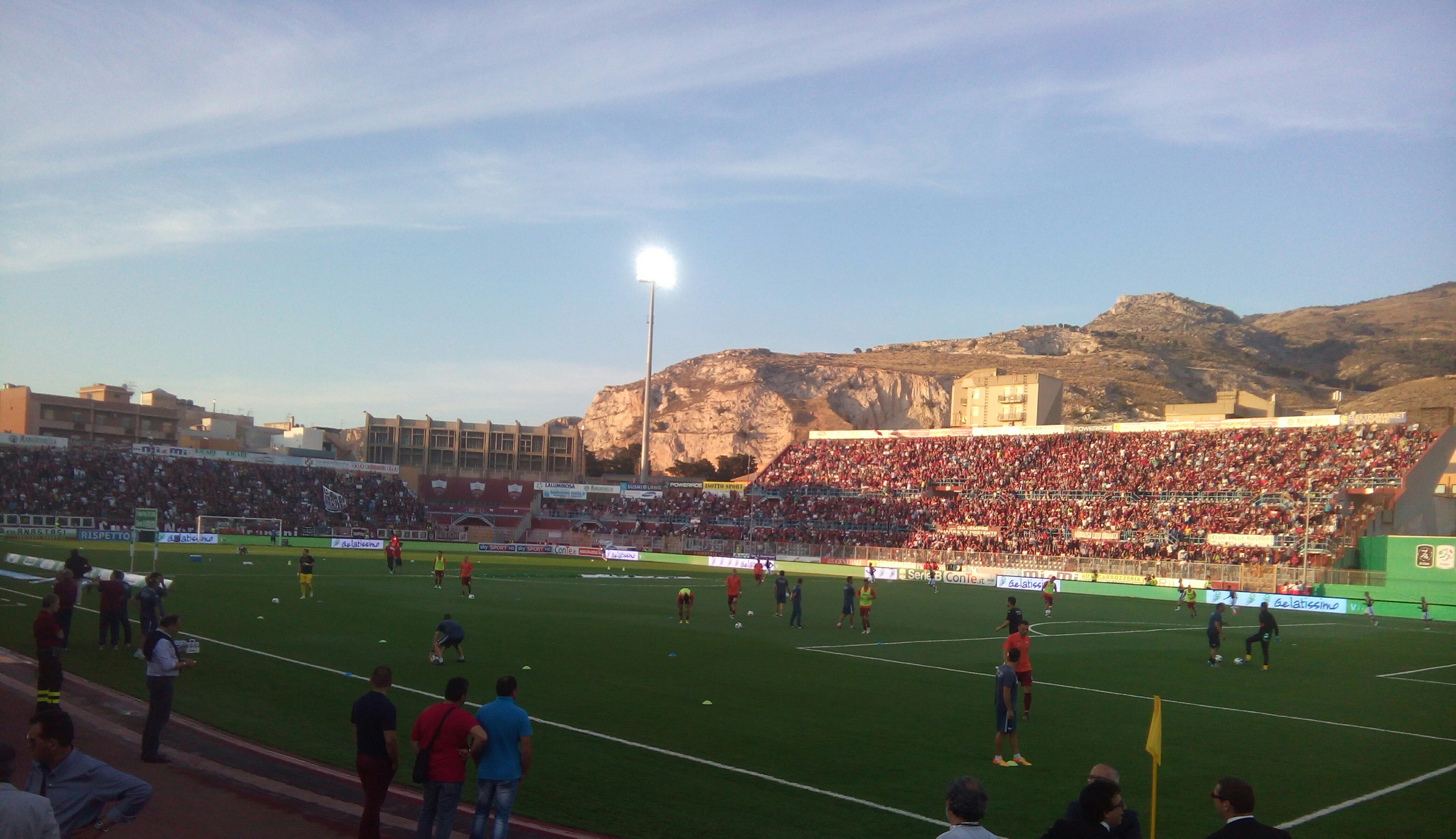
Prepartita della finale playoff al Provinciale con il Pescara

Il Trapani conquista così l'accesso ai playoff per la Serie A per la prima volta nella sua storia.
Nella stagione il Trapani ottiene record come il maggior numero di vittorie consecutive, otto (31ª-38ª), e il maggior numero di giornate senza sconfitte: 16 (27ª-42ª).
Supera in semifinale lo Spezia di Domenico Di Carlo vincendo 1 a 0 a La Spezia e 2 a 0 in casa e raggiungendo così la finale dei play-off per l'accesso alla Serie A. La squadra di Cosmi viene sconfitta in finale a Pescara per 2 a 0 nella partita di andata, mentre al Provinciale pareggia 1 a 1 (gol del granata Citro), vedendo sfumare la promozione in A.

## Divise e sponsor
Il fornitore ufficiale di materiale tecnico per la stagione 2015-2016 è Joma, mentre lo sponsor di maglia è Ustica Lines.
| Casa | Trasferta | Terza maglia | Portiere |

## Organigramma societario
Area direttiva
- Presidente: Vittorio Morace
- Direttore generale: Anne Marie Collart
- Vicepresidente: Fiammetta Morace
- Segretario generale: Marco Palmieri
- Responsabile segreteria: Andrea Oddo

Area organizzativa
- Direttore sportivo: Daniele Faggiano
- Team manager: Donato Scibilia, Massimo Lo Monaco
- Magazziniere: Giancarlo Lentini

Area comunicazione
- Resp. comunicazione e ufficio stampa: Cinzia Bizzi
- Ufficio stampa: Simona Licata, Giuseppe Favara
- Fotografo: Giovanni Pappalardo

Area tecnica
- Allenatore: Serse Cosmi
- Viceallenatore: Enrico Battisti
- Responsabile tecn. settore giovanile: Daniele Faggiano
- Preparatore atletico: Manuel De Maria
- Preparatore dei portieri: Franco Paleari

Area sanitaria
- Responsabile sanitario: Giuseppe Mazzarella
- Medico sociale: Roberto Matracia
- Massofisioterapista: Salvatore Scardina, Rino Soda e Claudio Fici

## Rosa
Rosa aggiornata al 3 febbraio 2016.
| N. |                    | Ruolo | Calciatore                 |
| -- | ------------------ | ----- | -------------------------- |
| 1  | Brasile (bandiera) | P     | Nicolas                    |
| 2  | Italia (bandiera)  | D     | Romano Perticone           |
| 3  | Italia (bandiera)  | D     | Antonino Daì               |
| 4  | Italia (bandiera)  | D     | Luca Pagliarulo (capitano) |
| 5  | Italia (bandiera)  | C     | Matteo Scozzarella         |
| 6  | Italia (bandiera)  | D     | Gennaro Scognamiglio       |
| 7  | Italia (bandiera)  | C     | Simone Basso               |
| 8  | Italia (bandiera)  | A     | Adriano Montalto           |
| 9  | Italia (bandiera)  | A     | Ernesto Torregrossa        |
| 10 | Brasile (bandiera) | A     | Felipe Sodinha             |
| 10 | Croazia (bandiera) | A     | Bruno Petković             |
| 12 | Italia (bandiera)  | P     | Emanuele Geria             |
| 13 | Italia (bandiera)  | D     | Pasquale Fazio             |
| 14 | Italia (bandiera)  | C     | Maurizio Ciaramitaro       |
| 17 | Italia (bandiera)  | C     | Antonino Barillà           |
| 18 | Italia (bandiera)  | A     | Nicola Citro               |
| 19 | Italia (bandiera)  | A     | Claudio Sparacello         |

| N. |                                 | Ruolo | Calciatore             |
| -- | ------------------------------- | ----- | ---------------------- |
| 20 | Brasile (bandiera)              | A     | Igor Coronado          |
| 21 | Italia (bandiera)               | C     | Luca Nizzetto          |
| 22 | Italia (bandiera)               | P     | Fabio Loliva           |
| 23 | Italia (bandiera)               | A     | Pasquale De Vita       |
| 23 | Italia (bandiera)               | D     | Agostino Camigliano    |
| 24 | Italia (bandiera)               | C     | Davide Raffaello       |
| 25 | Brasile (bandiera)              | D     | Tulio Bagatini Marotti |
| 26 | Bosnia ed Erzegovina (bandiera) | A     | Enis Nadarević         |
| 27 | Italia (bandiera)               | C     | Mirko Eramo            |
| 28 | Italia (bandiera)               | D     | Andrea Pastore         |
| 29 | Italia (bandiera)               | D     | Simone Rizzato         |
| 30 | Italia (bandiera)               | C     | Janis Cavagna          |
| 31 | Italia (bandiera)               | P     | Andrea Fulignati       |
| 32 | Italia (bandiera)               | D     | Andrea Accardi         |
| 33 | Italia (bandiera)               | D     | Christian Terlizzi     |
| 36 | Brasile (bandiera)              | A     | Caio De Cenco          |

## Calciomercato

### Sessione estiva(dal 01/07 al 31/08)
| Acquisti | Acquisti               | Acquisti        | Acquisti      |
| R.       | Nome                   | a               | Modalità      |
| -------- | ---------------------- | --------------- | ------------- |
| C        | Mirko Eramo            | Sampdoria       | Prestito      |
| D        | Gennaro Scognamiglio   | Benevento       | Definitivo    |
| C        | Matteo Scozzarella     | Atalanta        | Definitivo    |
| P        | Andrea Fulignati       | Palermo         | Prestito      |
| D        | Andrea Accardi         | Palermo         | Prestito      |
| P        | Emanuele Geria         | Civitanovese    | Fine prestito |
| A        | Pierantonio Sassano    | Aversa Normanna | Fine prestito |
| D        | Andrea Pastore         | Forlì           | Fine prestito |
| D        | Romano Perticone       | Novara          | Definitivo    |
| C        | Enis Nadarević         | Genoa           | Definitivo    |
| A        | Ernesto Torregrossa    | Verona          | Prestito      |
| A        | Adriano Montalto       | Martina         | Definitivo    |
| A        | Claudio Sparacello     | Palermo         | Definitivo    |
| C        | Davide Raffaello       | Lupa Roma       | Definitivo    |
| C        | Janis Cavagna          | Atalanta        | Prestito      |
| C        | Felipe Sodinha         | Brescia         | Definitivo    |
| D        | Tulio Bagatini Marotti | Este            | Definitivo    |
| D        | Pasquale Fazio         | Ternana         | Definitivo    |
| P        | Nicolas                | Verona          | Prestito      |
| D        | Alberto Rizzo          | Bologna         | Fine prestito |
| D        | Giacomo Corduas        | Monza           | Fine prestito |
| C        | Marcello Mancosu       | Gubbio          | Fine prestito |
| A        | Diego Vettraino        | Gubbio          | Fine prestito |
| C        | Giuseppe Vitale        | Tuttocuoio      | Fine prestito |
| A        | Pasquale De Vita       | Verona          | Definitivo    |
| A        | Igor Coronado          | Floriana        | Prestito      |

| Partenze | Partenze            | Partenze   | Partenze              |
| R.       | Nome                | a          | Modalità              |
| -------- | ------------------- | ---------- | --------------------- |
| D        | Daniele Martinelli  | Bassano    | Prestito              |
| P        | Lys Gomis           | Torino     | Fine prestito         |
| C        | Mattia Aramu        | Torino     | Fine prestito         |
| P        | Riccardo Ferrara    | Lucchese   | Prestito              |
| P        | Richard Marcone     | Vicenza    | Prestito              |
| D        | Pavel Vidanov       | svincolato | Risoluzione contratto |
| A        | Cephas Malele       | Palermo    | Fine prestito         |
| C        | Enrico Zampa        | Lazio      | Fine prestito         |
| A        | Giovanni Abate      | Brescia    | Definitivo            |
| D        | Mattia Caldara      | Atalanta   | Fine prestito         |
| A        | Filippo Falco       | Lecce      | Fine prestito         |
| C        | Andrea Feola        | Arezzo     | Prestito              |
| A        | Cristiano Lombardi  | Lazio      | Fine prestito         |
| C        | Marcello Mancosu    | Lumezzane  | Fine contratto        |
| A        | Diego Vettraino     | svincolato | Fine contratto        |
| D        | Alberto Rizzo       | Bologna    | Prestito              |
| D        | Giacomo Corduas     | Ischia     | Prestito              |
| D        | Francesco Lo Bue    | Lecce      | Definitivo            |
| A        | Pierantonio Sassano | Ancona     | Definitivo            |
| C        | Salvatore Aloi      | Akragas    | Prestito              |
| D        | Gianluigi Salvato   | Fano       | Prestito              |
| A        | Davis Curiale       | Lecce      | Prestito              |

### Sessione invernale(dal 5/1 al 2/2)
| Acquisti         | Acquisti            | Acquisti      | Acquisti   |
| R.               | Nome                | da            | Modalità   |
| ---------------- | ------------------- | ------------- | ---------- |
| C                | Luca Nizzetto       | Modena        | Definitivo |
| D                | Agostino Camigliano | Udinese       | Prestito   |
| A                | Bruno Petković      | Catania       | Prestito   |
| A                | Caio De Cenco       | Pavia         | Prestito   |
| Altre operazioni |                     |               |            |
| R.               | Nome                | da            | Modalità   |
| D                | Camillo Schiazza    | Castel d'Ario | Definitivo |

| Partenze         | Partenze               | Partenze   | Partenze       |
| R.               | Nome                   | a          | Modalità       |
| ---------------- | ---------------------- | ---------- | -------------- |
| A                | Felipe Sodinha         | -          | Fine attività. |
| D                | Tulio Bagatini Marotti | San Marino | Definitivo     |
| A                | Enis Nadarević         | Novara     | Prestito       |
| A                | Pasquale De Vita       | Paganese   | Definitivo     |
| Altre operazioni |                        |            |                |
| R.               | Nome                   | a          | Modalità       |
| A                | Claudio Sparacello     | Padova     | Prestito       |

## Risultati

### Serie B

#### Girone di andata
| Arbitro: | Di Paolo (Avezzano) |

|                                  |           |  |
| Torregrossa 19’ 50’ Coronado 52’ | Marcatori |  |

| Arbitro: | Minelli (Varese) |

|             |           |              |
| Olivera 48’ | Marcatori | 47’ Coronado |

| Arbitro: | La Penna (Roma 1) |

|                  |           |            |
| Scognamiglio 39’ | Marcatori | 81’ Lanini |

| Novara 22 settembre 2015, ore 20:30 CEST 4ª giornata | Como           | 0 – 0 referto | Trapani | Stadio Silvio Piola (1.816 spett.)\| Arbitro: \| Serra (Torino) \| |
| Arbitro:                                             | Serra (Torino) |               |         |                                                                    |

| Arbitro: | Pasqua (Tivoli) |

|                                                     |           |                          |
| Scozzarella 24’ (rig.) Barillà 45+2’ Citro 67’, 77’ | Marcatori | 35’ Troiano 75’ Petković |

| Erice 5 ottobre 2015, ore 20:30 CEST 6ª giornata | Trapani           | 0 – 0 referto | Perugia | Stadio Polisportivo Provinciale (5.980 spett.)\| Arbitro: \| Ghersini (Genova) \| |
| Arbitro:                                         | Ghersini (Genova) |               |         |                                                                                   |

| Arbitro: | Pezzuto (Lecce) |

|  |           |          |
|  | Marcatori | 4’ Citro |

| Arbitro: | Ripa (Nocera Inferiore) |

|  |           |                                    |
|  | Marcatori | 5’ Lapadula 28’ Benali 52’ Caprari |

| Arbitro: | Rapuano (Rimini) |

|                                       |           |                  |
| Farias 23’ 29’ Pisacane 42’ Tello 83’ | Marcatori | 57’ Scognamiglio |

| Arbitro: | Pairetto (Nichelino) |

|             |           |                                |
| De Vita 85’ | Marcatori | 20’ Giacomelli 24’ Gagliardini |

| Arbitro: | Ros (Pordenone) |

|                             |           |  |
| Jelenič 38’ Vantaggiato 83’ | Marcatori |  |

| Arbitro: | Chiffi (Padova) |

|                                                                            |           |             |
| Scognamiglio 2’ Citro 33’ Coronado 41’ Nadarević 57’ Chichizola 86’ (aut.) | Marcatori | 8’ Migliore |

| Arbitro: | Manganiello (Pinerolo) |

|                                   |           |  |
| Kupisz 14’ Morosini 18’ Geijo 38’ | Marcatori |  |

| Arbitro: | Nasca (Bari) |

|                          |           |                |
| Citro 7’ A. Montalto 73’ | Marcatori | 64’ Belingheri |

| Ascoli Piceno 29 novembre 2015, ore 17:30 CET 15ª giornata | Ascoli          | 0 – 0 referto | Trapani | Stadio Cino e Lillo Del Duca (5.697 spett.)\| Arbitro: \| Pasqua (Tivoli) \| |
| Arbitro:                                                   | Pasqua (Tivoli) |               |         |                                                                              |

| Arbitro: | Pinzani (Empoli) |

|                        |           |              |
| Coronado 40’ Citro 75’ | Marcatori | 69’ D'Angelo |

| Cesena 8 dicembre 2015, ore 15:00 CET 17ª giornata | Cesena        | 0 – 0 referto | Trapani | Orogel Stadium-Dino Manuzzi (11.276 spett.)\| Arbitro: \| Marini (Roma) \| |
| Arbitro:                                           | Marini (Roma) |               |         |                                                                            |

| Arbitro: | Baracani (Firenze) |

|                                          |           |             |
| Evacuo 74’ (rig.), 78’, 85’ Dickmann 89’ | Marcatori | 75’ Rizzato |

| Arbitro: | Serra (Torino) |

|              |           |             |
| Coronado 33’ | Marcatori | 77’ Beretta |

| Crotone 23 dicembre 2015, ore CET 20ª giornata | Crotone           | 0 – 0 referto | Trapani | Stadio Ezio Scida (8.600 spett.)\| Arbitro: \| Ghersini (Genova) \| |
| Arbitro:                                       | Ghersini (Genova) |               |         |                                                                     |

| Arbitro: | La Penna (Roma) |

|           |           |  |
| Fazio 59’ | Marcatori |  |

#### Girone di ritorno
| Arbitro: | Manganiello (Pinerolo) |

|             |           |  |
| Gondo 90+1’ | Marcatori |  |

| Arbitro: | Rapuano (Rimini) |

|                       |           |                             |
| Scozzarella 4’ (rig.) | Marcatori | 45’ L.A. Scaglia 69’ Corvia |

| Arbitro: | Martinelli (Roma) |

|  |           |                                           |
|  | Marcatori | 31’ Scognamiglio 62’ Citro 64’ Pagliarulo |

| Arbitro: | Marco Serra (Torino) |

|                                 |           |                        |
| A. Montalto 59’ Scozzarella 88’ | Marcatori | 27’ Pettinari 54’ Ganz |

| Arbitro: | Sacchi (Macerata) |

|                                                                       |           |  |
| Jadid 16’ Troiano 55’ (rig.) Di Carmine 67’ (rig.) Costa Ferreira 85’ | Marcatori |  |

| Arbitro: | Pezzuto (Lecce) |

|  |           |                              |
|  | Marcatori | 75’ Coronado 80’ Torregrossa |

| Arbitro: | La Penna (Roma) |

|                |           |          |
| Pagliarulo 75’ | Marcatori | 84’ Coda |

| Arbitro: | Martinelli (Roma) |

|               |           |                       |
| Fornasier 89’ | Marcatori | 14’ Citro 90+3’ Eramo |

| Arbitro: | Pasqua (Tivoli) |

|                         |           |                             |
| Pagliarulo 8’ Citro 11’ | Marcatori | 48’ Farias 90+2’ João Pedro |

| Arbitro: | Ghersini (Genova) |

|                  |           |                        |
| N. Brighenti 17’ | Marcatori | 36’ Citro 43’ Coronado |

| Arbitro: | Illuzzi (Molfetta) |

|           |           |  |
| Fazio 76’ | Marcatori |  |

| Arbitro: | Marini (Roma) |

|         |           |                               |
| Nenè 5’ | Marcatori | 52’ Scognamiglio 72’ Nizzetto |

| Arbitro: | Nasca (Bari) |

|                                      |           |  |
| Fazio 20’ Citro 65’ Scognamiglio 79’ | Marcatori |  |

| Arbitro: | Maresca (Napoli) |

|              |           |                                                      |
| Granoche 13’ | Marcatori | 57’ (rig.) 64’ (rig.) Petković 68’ Eramo 79’ Barillà |

| Arbitro: | Pairetto (Nichelino) |

|                                                       |           |                                                 |
| Pagliarulo 15’ Citro 30’ A. Montalto 71’ Nizzetto 82’ | Marcatori | 37’ (rig.) Cacia 39’ Altobelli 74’ (rig.) Cacia |

| Arbitro: | Candussio (Cervignano del Friuli) |

|                 |           |                                        |
| L. Castaldo 78’ | Marcatori | 5’ Eramo 52’ Scognamiglio 74’ Petković |

| Arbitro: | Chiffi (Padova) |

|                          |           |              |
| Barillà 37’ Petković 57’ | Marcatori | 90’ Dalmonte |

| Erice 30 aprile 2016, ore 15:00 CEST 39ª giornata | Trapani             | 0 – 0 referto | Novara | Stadio Polisportivo Provinciale (6.959 spett.)\| Arbitro: \| Aureliano (Bologna) \| |
| Arbitro:                                          | Aureliano (Bologna) |               |        |                                                                                     |

| Arbitro: | Nasca (Bari) |

|               |           |              |
| Castiglia 85’ | Marcatori | 86’ Petković |

| Arbitro: | Martinelli (Roma) |

|                                             |           |  |
| Perticone 42’ Scognamiglio 66’ De Cenco 76’ | Marcatori |  |

| Arbitro: | Ghersini (Genova) |

|                    |           |                          |
| Maniero 73’ (rig.) | Marcatori | 28’, 54’ (rig.) Petković |

### Play-off

#### Semifinali
| Arbitro: | La Penna (Roma) |

|  |           |              |
|  | Marcatori | 78’ Coronado |

| Arbitro: | Manganiello (Pinerolo) |

|                                  |           |  |
| Scozzarella 58’ (rig.) Citro 89’ | Marcatori |  |

#### Finali
| Arbitro: | Pairetto (Nichelino) |

|                         |           |  |
| Benali 47’ Lapadula 71’ | Marcatori |  |

| Arbitro: | Maresca (Napoli) |

|          |           |           |
| Citro 5’ | Marcatori | 57’ Verre |

### Coppa Italia

#### Turni preliminari (Secondo turno)
| Arbitro: | Minelli (Varese) |

|                 |           |  |
| Perticone 90+3’ | Marcatori |  |

#### Turni preliminari (Terzo turno)
| Arbitro: | Doveri (Roma) |

|                                      |                      |                                         |
| A. Montalto 39’ (rig.)               | Marcatori            | 11’ Deiola                              |
| Scozzarella Raffaello Coronado Citro | Tiri di rigore 2 – 4 | Capuano Giannetti Deiola Sau Di Gennaro |

## Statistiche

### Andamento in campionato
| Giornata  | 1 | 2 | 3 | 4 | 5 | 6 | 7 | 8 | 9  | 10 | 11 | 12 | 13 | 14 | 15 | 16 | 17 | 18 | 19 | 20 | 21 | 22 | 23 | 24 | 25 | 26 | 27 | 28 | 29 | 30 | 31 | 32 | 33 | 34 | 35 | 36 | 37 | 38 | 39 | 40 | 41 | 42 |
| --------- | - | - | - | - | - | - | - | - | -- | -- | -- | -- | -- | -- | -- | -- | -- | -- | -- | -- | -- | -- | -- | -- | -- | -- | -- | -- | -- | -- | -- | -- | -- | -- | -- | -- | -- | -- | -- | -- | -- | -- |
| Luogo     | C | T | C | T | C | C | T | C | T  | C  | T  | C  | T  | C  | T  | C  | T  | T  | C  | T  | C  | T  | C  | T  | C  | T  | T  | C  | T  | C  | T  | C  | T  | C  | T  | C  | T  | C  | C  | T  | C  | T  |
| Risultato | V | N | N | N | V | N | V | P | P  | P  | P  | V  | P  | V  | N  | V  | N  | P  | N  | N  | V  | P  | P  | V  | N  | P  | V  | N  | V  | N  | V  | V  | V  | V  | V  | V  | V  | V  | N  | N  | V  | V  |
| Posizione | 3 | 3 | 4 | 6 | 6 | 8 | 6 | 7 | 10 | 11 | 14 | 11 | 14 | 10 | 11 | 9  | 10 | 10 | 11 | 11 | 10 | 11 | 12 | 12 | 12 | 12 | 12 | 11 | 11 | 10 | 10 | 10 | 9  | 7  | 5  | 4  | 4  | 3  | 3  | 4  | 4  | 3  |

Legenda:

Luogo: C = Casa; T = Trasferta. Risultato: V = Vittoria; N = Pareggio; P = Sconfitta.

### Statistiche di squadra
| Competizione | Punti       | In casa | In casa | In casa | In casa | In casa | In casa | In trasferta | In trasferta | In trasferta | In trasferta | In trasferta | In trasferta | Totale | Totale | Totale | Totale | Totale | Totale | DR  |
| Competizione | Punti       | G       | V       | N       | P       | Gf      | Gs      | G            | V            | N            | P            | Gf           | Gs           | G      | V      | N      | P      | Gf     | Gs     | DR  |
| ------------ | ----------- | ------- | ------- | ------- | ------- | ------- | ------- | ------------ | ------------ | ------------ | ------------ | ------------ | ------------ | ------ | ------ | ------ | ------ | ------ | ------ | --- |
| Serie B      | 73          | 21      | 11      | 7       | 3       | 37      | 21      | 21           | 9            | 6            | 6            | 25           | 26           | 42     | 20     | 13     | 9      | 64     | 49     | +15 |
| Play-off     | finale      | 2       | 1       | 1       | 0       | 3       | 1       | 2            | 1            | 0            | 1            | 1            | 2            | 4      | 2      | 1      | 1      | 4      | 3      | +1  |
| Coppa Italia | terzo turno | 2       | 1       | 1       | 0       | 2       | 1       | -            | -            | -            | -            | -            | -            | 2      | 1      | 1      | 0      | 2      | 1      | +1  |
| Totale       | 73          | 25      | 13      | 9       | 3       | 42      | 23      | 22           | 10           | 6            | 7            | 26           | 28           | 48     | 23     | 15     | 10     | 70     | 53     | +17 |

## Settore Giovanile

### Organigramma societario
Area direttiva
- Responsabile tecnico Settore giovanile: Daniele Faggiano
- Coordinatore Settore Giovanile: Mariano Gabriele

Area tecnica
- Allenatore Primavera: Francesco Di Gaetano[52]
- Allenatore Allievi Professionisti serie A e B: Salvatore Colletto
- Allenatore Giovanissimi Professionisti: Filippo Foscari
- Allenatore Giovanissimi Regionali: Giovanni Bonfiglio

Area sanitaria
- Medico Sociale: Antonino Tartamella

### Piazzamenti
- Primavera
  - Campionato: 14º Girone A
  - Coppa Italia: Primo turno eliminatorio